# Tangchuan, Fujian
Tangchuan är en socken i sydöstra Kina. Den ligger i Youxi härad i staden Sanming i provinsen Fujian, omkring 88 kilometer väster om provinshuvudstaden Fuzhou. Antalet invånare är 11 402. Befolkningen består av 5 323 kvinnor och 6 079 män. Barn under 15 år utgör 14,0 %, vuxna 15-64 år 72 %, och äldre över 65 år 12,0 %.